# Connarus regnellii
Connarus regnellii är en tvåhjärtbladig växtart som beskrevs av Schellenb.. Connarus regnellii ingår i släktet Connarus och familjen Connaraceae. Inga underarter finns listade i Catalogue of Life.